# Galanthus ikariae
Galanthus ikariae е представител от рода Кокиче. Произхожда от Кавказ. Върхът на вътрешните околоцветъчни листчета, който е зелен за разлика от основата, която е бяла, има формата на подкова. Отровно е. Освен с цвета на вътрешните околоцветъчни листчета не се отличава с друго от останалите представители на рода. Листата са ципестки без дръжка. Многогодишно растение е и не се среща в България.